# La Bouza
La Bouza è un comune spagnolo di 69 abitanti (36 uomini e 33 donne) situato nella comunità autonoma di Castiglia e León. Il toponimo deriva dal leonese-galiziano e significa "fitto bosco".

## Storia
La località fu fondata e ripopolata da galiziani venuti dal Sud-est della provincia di Orense; tuttora infatti vi si parla un dialetto galiziano-portoghese.